# Hock Ferenc
Hock Ferenc (Dunabogdány, 1924. december 1. – Dunabogdány, 2012. május 12.) magyar festőművész.
1954: Magyar Képzőművészeti Főiskola, mesterei: Szőnyi István, Bencze László. 

## Díjai, elismerései
- 1957: Világifjúsági Találkozó-díj;
- 1959-1964: Derkovits-ösztöndíj;
- 1972: Miskolci Tárlat díja;
- 1991: Hatvani Tájképbiennálé aranydiploma;
- 1993: Neufeld Anna Emlékdíj;
- 2005: Magyar Köztársasági Érdemrend lovagkeresztje

## Egyéni kiállítások
- 1963 • Ernst Múzeum, Budapest
- 1973 • Kiskunhalas
- 1975 • Tápiószele
- 1979 • Kölesd
- 1980 • Csontváry Terem, Pécs
- 1981 • Bonyhád
- 1982 • Dömös
- 1984 • Gyönk
- 1985 • Hőgyész • Leninváros
- 1991 • Vác
- 1993 • Zebegény
- 1995 • Leutenbach (D).
- 2012.• Leányfalu (Széttartó párhuzam – Hock Ferenc és Kristóf János kiállítása)

Fiatalkori sikereinek ellentmondásos magyarázata, hogy az 50-60-as évek fordulóján a realizmuskényszert finoman kijátszva dekoratív, konstruktív kompozíciókat ruházott föl szocreál címekkel. Egyik ilyen munkája (Öntözés) a Magyar Nemzeti Galériába került; ezen a szántóföld fölött az esőztető berendezés vízsugarai különböző átmérőjű parabolikus íveinek dinamikája és feszültsége a kép fő erőssége. Később is a konstruktivizmus és természetelvűség határmezsgyéjén alkot, hol dekoratívabb, hol realisztikusabb szellemben.

## Művei közgyűjteményekben
- Magyar Nemzeti Galéria, Budapest